# Erik Pettersson
Erik Håkan "Fåglum" Pettersson (født 4. april 1944) er en tidligere svensk cykelrytter.
Pettersson var aktiv cykelrytter fra 1958 til 1973. Han blev tildelt Svenska Dagbladets guldmedalje i 1967 sammen med de andre brødrene Fåglum: Gösta, Sture og Tomas, for VM-sejren i 100 km holdløb i Heerlen, Holland. Han kørte det meste af karrieren som amatør, bortset fra 1970-71, hvor han var professionel.
Erik Pettersson blev sammen med sine brødre verdensmester i holdkørsel tre gange (1967, 1968 og 1969) og vandt to medaljer ved de olympiske lege. 
Han deltog i to olympiske lege. Ved OL 1964 blev han nummer 11 individuelt, og sammen med Sven Hamrin og hans brødre Gösta og Sture Pettersson vandt han bronze i 100 km holdkørsel.
Ved OL 1968 blev han individuelt nummer 35, og på et rent brødrehold sammen med Gösta, Sture og Tomas Pettersson vandt han sølv i 100 km holdkørsel. Ved dette OL deltog Erik Pettersson sammen med sine brødre også på bane, men skønt de vandt deres indledende heat mod Trinidad og Tobago, var deres tid ikke god nok til at kvalificere til kvartfinalen.